# Józef Bohdan Zaleski

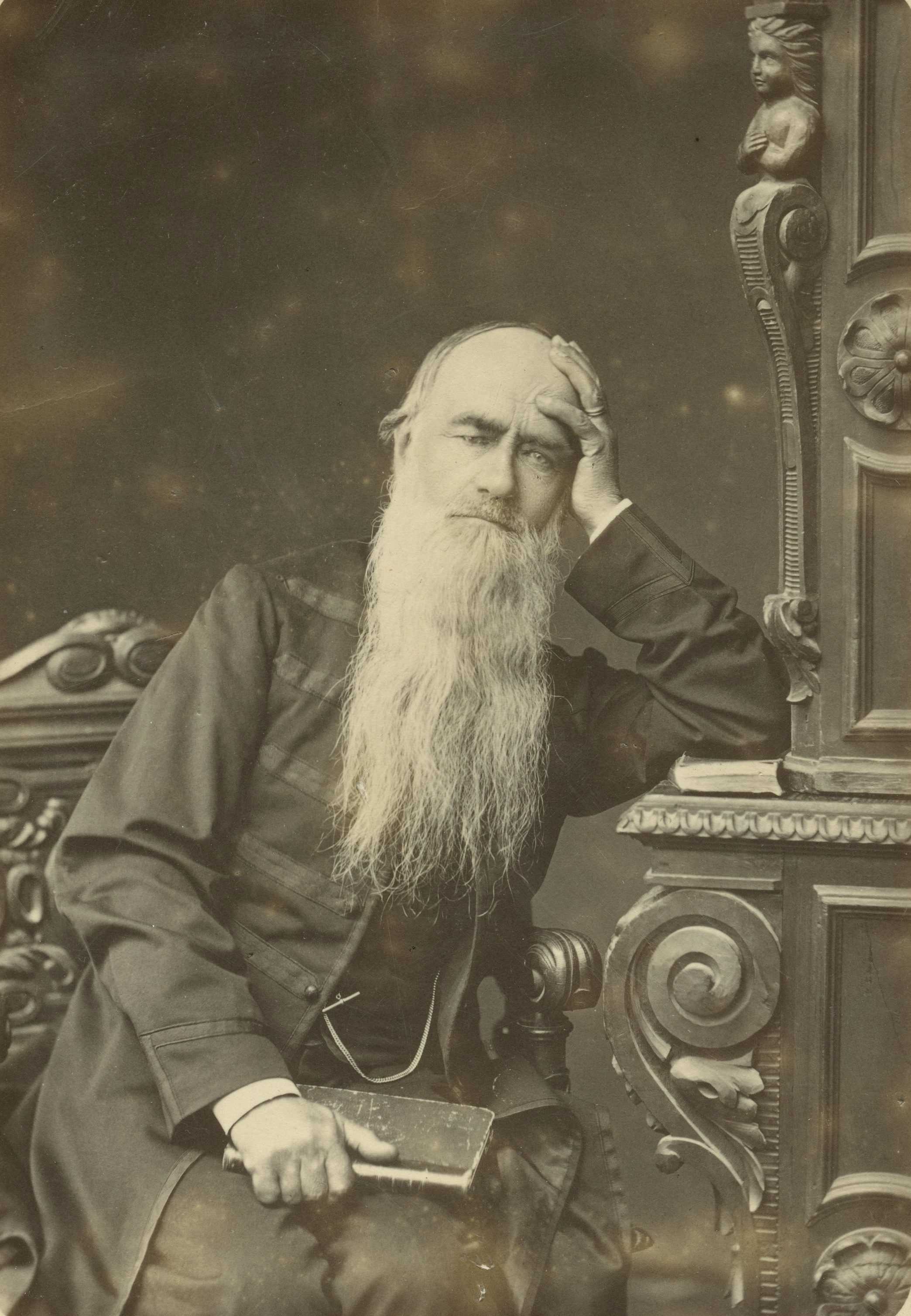
Józef Bohdan Zaleski (1878)

Józef Bohdan Zaleski (* 14. Februar 1802 in Bohaterka, Ukraine, Russisches Kaiserreich; † 31. März 1886 in Villepreux) war ein polnischer Dichter.

## Leben
Als jüngstes von dreizehn Kindern wuchs Zaleski bei einer Tante in der Nähe von Kaniów auf und besuchte ab 1812 das Gymnasium in Humań. Hier lernte er die späteren Dichter Seweryn Goszczyński und (1818) den Kritiker Michał Grabowski kennen. 1820 ging er mit Goszczyński nach Warschau, um dort an der Universität zu studieren. Stattdessen schlossen sie sich aber einer patriotischen Geheimorganisation an. Zaleski arbeitete dann als Hauslehrer für den Oberst Antonio Gorecki und ab 1824 für die Familie Szembek in Płock. Als Dichter wurde er in dieser Zeit von Kazimierz Brodziński gefördert.
Während des Novemberaufstandes 1830–1831 war er Stabsadjutant des Generals Peter von Szembek und nahm an den Schlachten von Dobre, Sochaczew und Grochów teil. 1831 wurde er als Abgeordneter des Distrikts Taraszczyn gewählt und wurde sogleich Sekretär des Stadtpräsidenten von Warschau. Zugleich war er Herausgeber der Zeitschrift Nowa Polska. 1831 gehörte er dem Korps des Generals Hieronim Ramonino an. Dann reiste er mit Stanisław Worcell nach Lemberg, wo er den Dichter Wacław Michał Zaleski kennenlernte, und über Krakau und die Tatra nach Frankreich.
In Paris war Zaleski in der politischen polnischen Emigrantenszene aktiv. Er wurde ein Freund von Adam Mickiewicz, war 1834 Gründungsmitglied der Towarzystwo Braci Zjednoczonych („Bund der Vereinigten Brüder“) sowie mit Mickiewicz und Albert Kazimirski de Biberstein des „Slawenbundes“ (Towarzystwo słowiańskie) von Paris. Von 1835 bis 1837 war er Mitglied des Towarzystwo Demokratyczne Polskie und dann des Towarzystwo Demokratyczne. 1837 ließ er sich mit dem Major Józef Zaleski, den er aus Lemberg kannte, in Fontainebleau nieder und unternahm von hier aus mit ihm Reisen durch Frankreich und über Italien nach Jerusalem. Von 1843 bis 1845 zog sich Zaleski in ein Trappistenkloster im Elsass zurück.

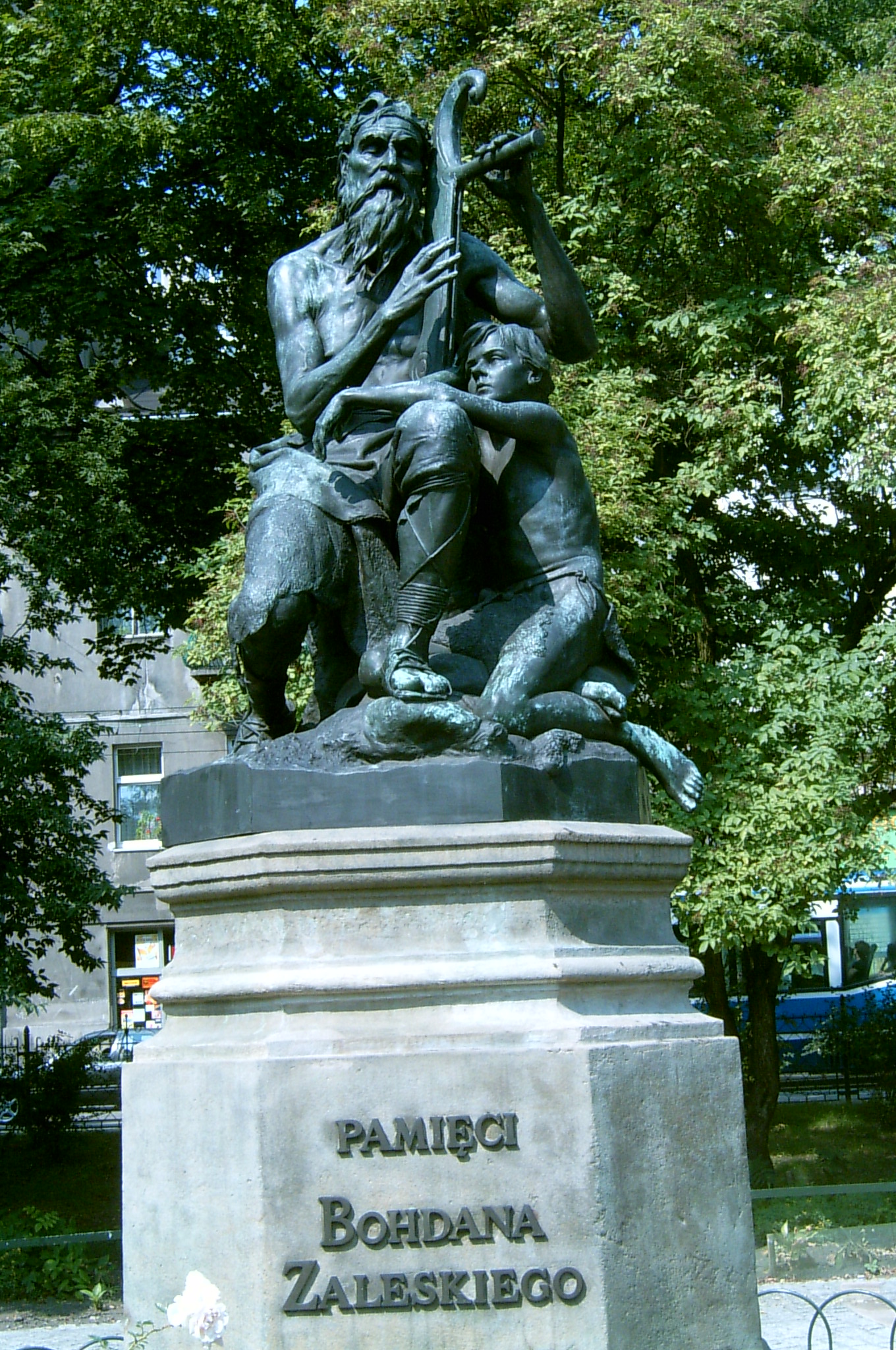
Zaleski-Denkmal (Pius Weloński), Planty-Park, Krakau

1846 heiratete er Zofia Rosengardt, eine Schülerin Frédéric Chopins. 1848 reiste er als Delegierter zu einem slawischen Kongress nach Prag, der jedoch bereits vor seinem Eintreffen durch die österreichische Regierung aufgelöst wurde. In den Folgejahren lebte er abwechselnd in Paris und Fontainebleau und engagierte sich im Vorstand der polnischen Schule im Pariser Quartier des Batignolles. Nach dem Tod des Majors Zaleski und dessen Frau 1868 zog er zu seiner Tochter nach Villepreux, wo er achtzehn Jahre später, inzwischen völlig erblindet, verstarb.
Als romantischer Dichter sah sich Zaleski in der Tradition des legendären Barden Bojan. Viele seiner Gedichte waren im 19. Jahrhundert in Polen als Lieder bekannt. Mickiewicz widmete ihm das Gedicht Do B...Z.